# Жайлибеков, Танат
Тана́т Жаткамба́евич Жайлибе́ков (каз. Таңат Жатканбай yлы Жайлибеков; 15 апреля 1929, село Бирлик, Алма-Атинская область — 27 июля 1989, Алма-Ата) — советский казахский актёр театра, кино и телевидения. Заслуженный артист Казахской ССР (1966).

## Биография
В 1944—1989 гг. работал в Казахском академическом драматическом театре им. М.Ауэзова. В 1954 г. окончил ГИТИС им. А. В. Луначарского.

## Творчество

### Роли в театре
На сцене Казахского драматического театра им. М.Ауэзова сыграл более 100 ролей, в том числе:
- «Енлик-Кебек» М. Ауэзова — Жапал
- «Шохан Валиханов» — друг Шокана
- «Ревизор» Н. В. Гоголя — Бобчинский

### Роли в кино
| Год  |    | Название                                            | Роль                     |
| ---- | -- | --------------------------------------------------- | ------------------------ |
| 1955 | ф  | Солдат Иван Бровкин                                 | Мухтар Абаев, ефрейтор   |
| 1956 | ф  | Крылатый подарок                                    | пионервожатый            |
| 1957 | ф  | Наш милый доктор (каз. Біздің сүйікті дәрігер)      | парикмахер               |
| 1958 | ф  | Возвращение на землю                                | Имя персонажа не указано |
| 1958 | ф  | Иван Бровкин на целине                              | Мухтар Абаев             |
| 1961 | ф  | Песня зовёт                                         | Имя персонажа не указано |
| 1963 | ф  | И в шутку, и всерьёз : Ожерелье                     | эпизод                   |
| 1964 | ф  | Безбородый обманщик                                 | Черта (нет в титрах)     |
| 1972 | ф  | Шок и Шер                                           | эпизод                   |
| 1974 | ф  | Эй вы, ковбои!                                      | Имя персонажа не указано |
| 1976 | тф | Бросок, или Всё началось в субботу                  | спортивный администратор |
| 1979 | ф  | Невеста для брата                                   | Касымбек-ага             |
| 1982 | ф  | До свидания, Медео (чеш. Revue na zakázku)          | эпизод (нет в титрах)    |
| 1983 | ф  | Её домбры был верен звук                            | Имя персонажа не указано |
| 1985 | ф  | Возвращение Ольмеса                                 | Диас Хусаинович          |
| 1987 | ф  | Сказка о прекрасной Айсулу (каз. Айдай сұлу Айсұлу) | визирь                   |
| 1989 | ф  | Султан Бейбарс                                      | эпизод                   |

### Телевидение, радио
В 1970-е годы был одним из основателей программ «Тамаша» и «Кымызхана»; вёл программы на телевидении и радио Казахстана.

## Награды и признание
- Орден «Знак Почёта» (3 января 1959) — за выдающиеся заслуги в развитии казахского искусства и литературы и в связи с декадой казахского искусства и литературы в гор. Москве
- Заслуженный артист Казахской ССР (1966)